# Passerella delle Due Rive
La Passerella delle Due Rive (Passerelle des Deux Rives in francese, Brücke der zwei Ufer in tedesco) è una passerella pedonale e ciclabile che attraversa il fiume Reno, collegando la città francese di Strasburgo e la città tedesca di Kehl.

## Storia

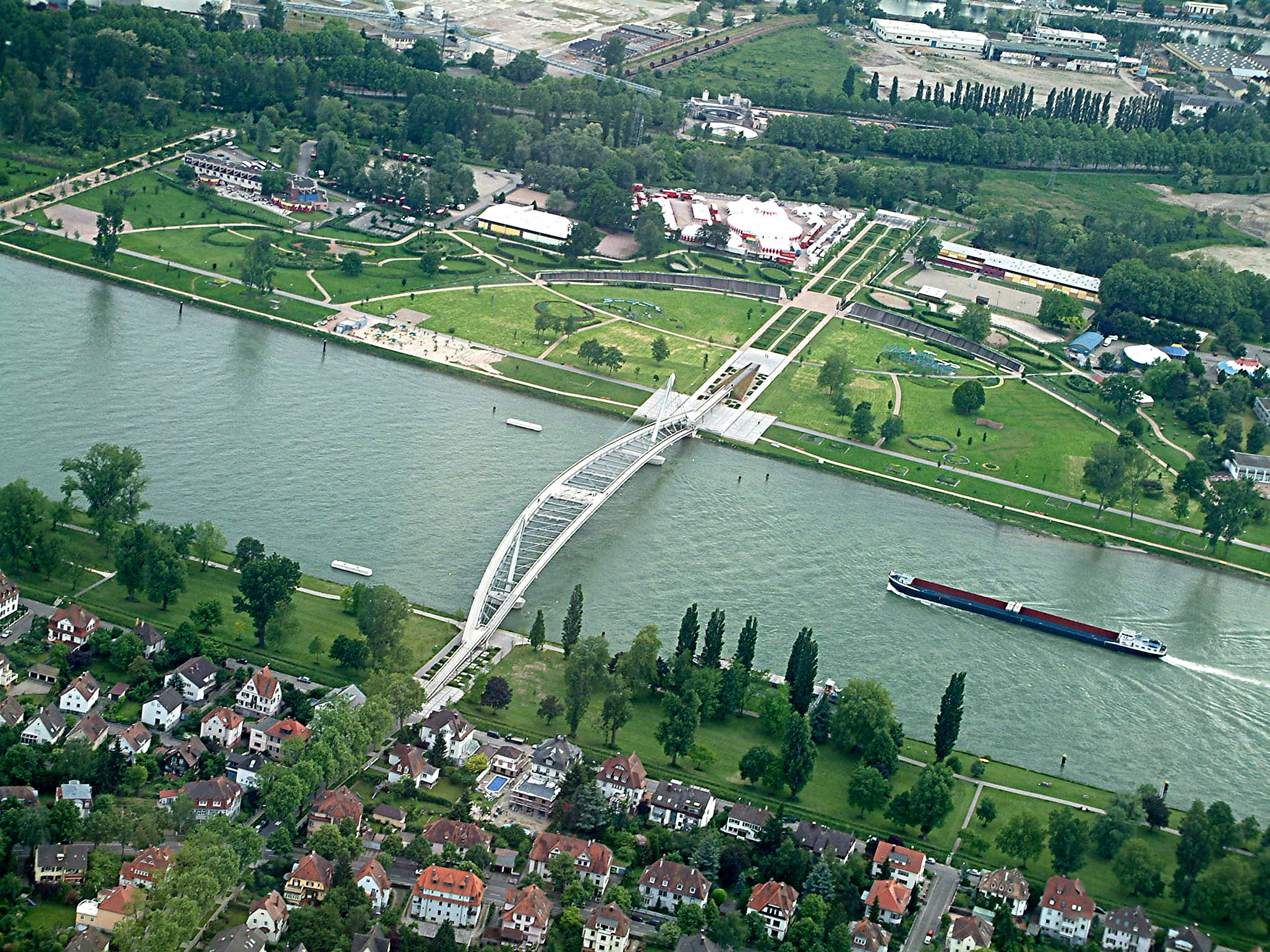
Vista aerea della passerella

Nel 1996 le città di Strasburgo e Kehl decisero di candidarsi insieme per il Landesgartenschau del 2004 tramite la realizzazione del Giardino delle Due Rive (Jardin des Deux Rives in francese, Garten der zwei Ufer in tedesco), un parco pubblico comune alle due città e realizzato sulle due sponde opposte del fiume Reno. Il progetto del giardino comprendeva anche la realizzazione di un ponte pedonale che permettesse di attraversare facilmente il fiume e rafforzare l'idea di unione tra i due paesi.
Nel 1998 fu indetto un concorso per la progettazione del giardino e tra i 26 progetti presentati fu scelto quello dell'architetto urbanista tedesco Rüdiger Brosk. Nel 2000 vincitore del concorso per il ponte pedonale fu il progetto dell'architetto francese Marc Mimram, e per tale motivo la passerella è talvolta chiamata anche Passerelle Mimram.
I lavori per la costruzione del ponte sono iniziati il 1 febbraio 2003 e il 23 aprile 2004 ha avuto luogo l'inaugurazione sia del giardino che del ponte pedonale e ciclabile.
Il 4 aprile 2009, in occasione del vertice della NATO tenutosi a Strasburgo e Kehl, i capi di stato presenti hanno visitato il ponte scattando alcune foto sulla piattaforma al suo centro.

## Descrizione
Il ponte, di 387,40 metri di lunghezza complessiva e con una campata di 175 metri tra i due piloni, è formato da due corsie. La corsia di valle, di 2 metri di larghezza, è destinata ai pedoni mentre la corsia di monte, larga 3,50 metri, è percorribile in bicicletta e accessibile alle sedie a rotelle. Le due corsie sono collegate tramite una piattaforma di 100 metri quadrati situata al centro del ponte.
Per la realizzazione della struttura sono state utilizzate 1100 tonnellate di acciaio e 6900 metri cubi di cemento armato. I due piloni raggiungono i 36 metri di altezza e sorreggono l'impalcato tramite 3700 metri di cavi di acciaio. 
Il processo di costruzione è durato poco più di un anno. Le strutture sono state realizzate in Sassonia ed assemblate nel porto di Kehl, quindi trasportate fino al sito di installazione per mezzo di chiatte.